# Волейбольний союз Республіки Сербської
Волейбольний союз Республіки Сербської (серб. Одбојкашки савез Републике Српске) — волейбольний організація, яка займається управлінням і розвитком волейболу в Республіці Сербській.

## Діяльність
Союз заснований 27 березня 1993 року Баня-Луці на установчих зборах, на якому було обрано також і його перше керівництво. Він є найбільшою волейбольної організацією в країні: організовує національні першості та кубки у всіх вікових категоріях як за правилами волейболу в приміщеннях, так і за правилами пляжного волейболу. У відомстві Союзу знаходяться Об'єднання волейбольних суддів і Об'єднання волейбольних тренерів Республіки Сербської.
У Республіці Сербській зареєстровані 29 жіночих і 23 чоловічих волейбольних клубу (разом 52), а також 4580 гравців, 138 ліцензованих тренерів і 389 суддів.  Також У Республіці є чоловіча і жіноча національні збірні, які представляють країну на регіональних і міжнародних турнірах. Провідними клубами в країні є жіночі клуби «Єдинство» з міста Брчко (рекордсмен за кількістю перемог в чемпіонаті і кубку) та «Славія» зі Східного Сараєва, а також чоловічі «Модрича» (рекордсмен за кількістю перемог в чемпіонаті і кубку) та «Борац» з Баня-Луки.
Штаб-квартира знаходиться в Модричі, президент союзу — Милутин Попович.